# Шпабрюккен
Шпабрюккен (нім. Spabrücken) — громада в Німеччині, розташована в землі Рейнланд-Пфальц. Входить до складу району Бад-Кройцнах. Складова частина об'єднання громад Рюдесгайм.
Площа — 16,61 км2. Населення становить 1135 ос. (станом на 31 грудня 2020).

## Галерея

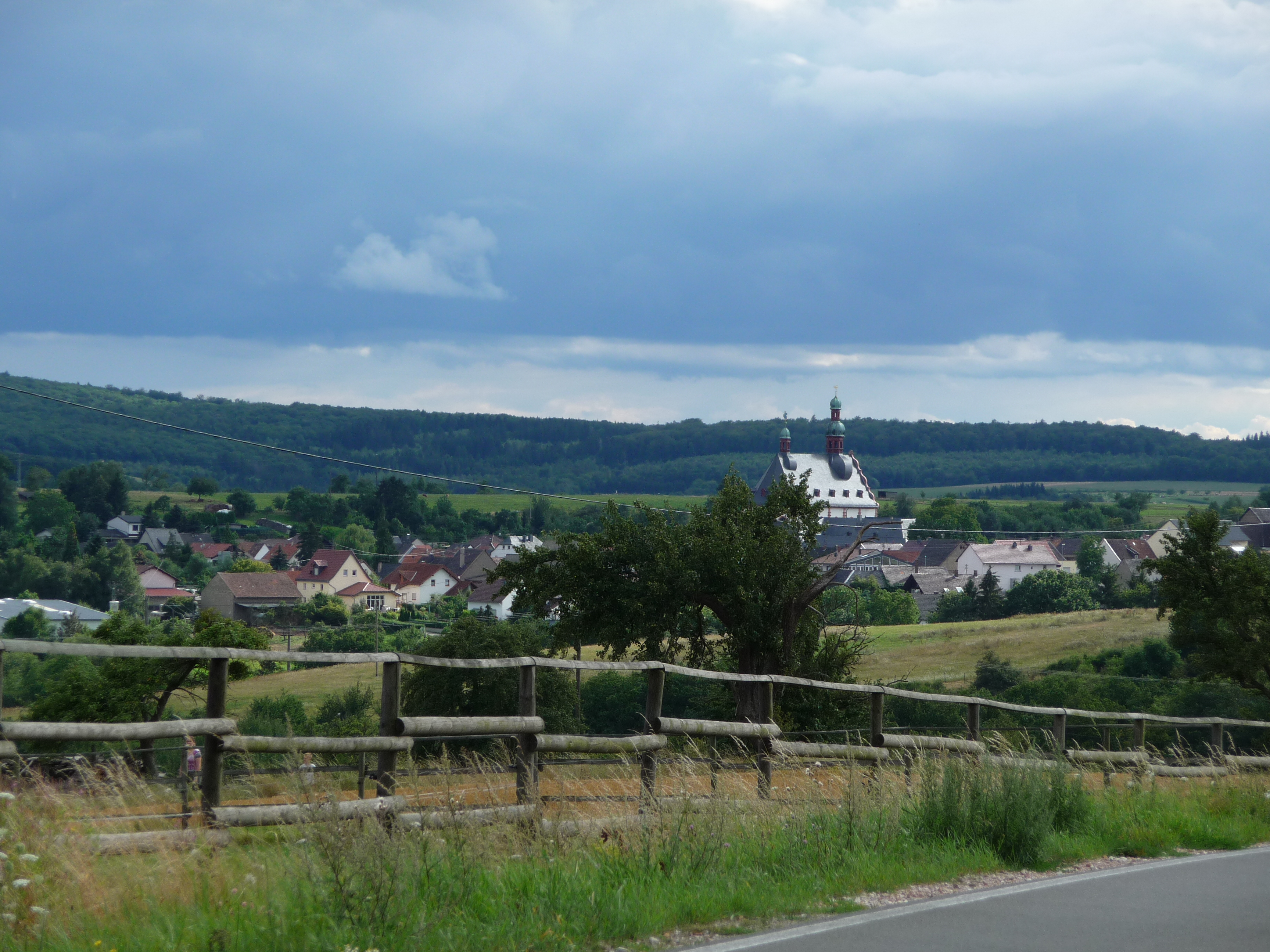
Вид на місто
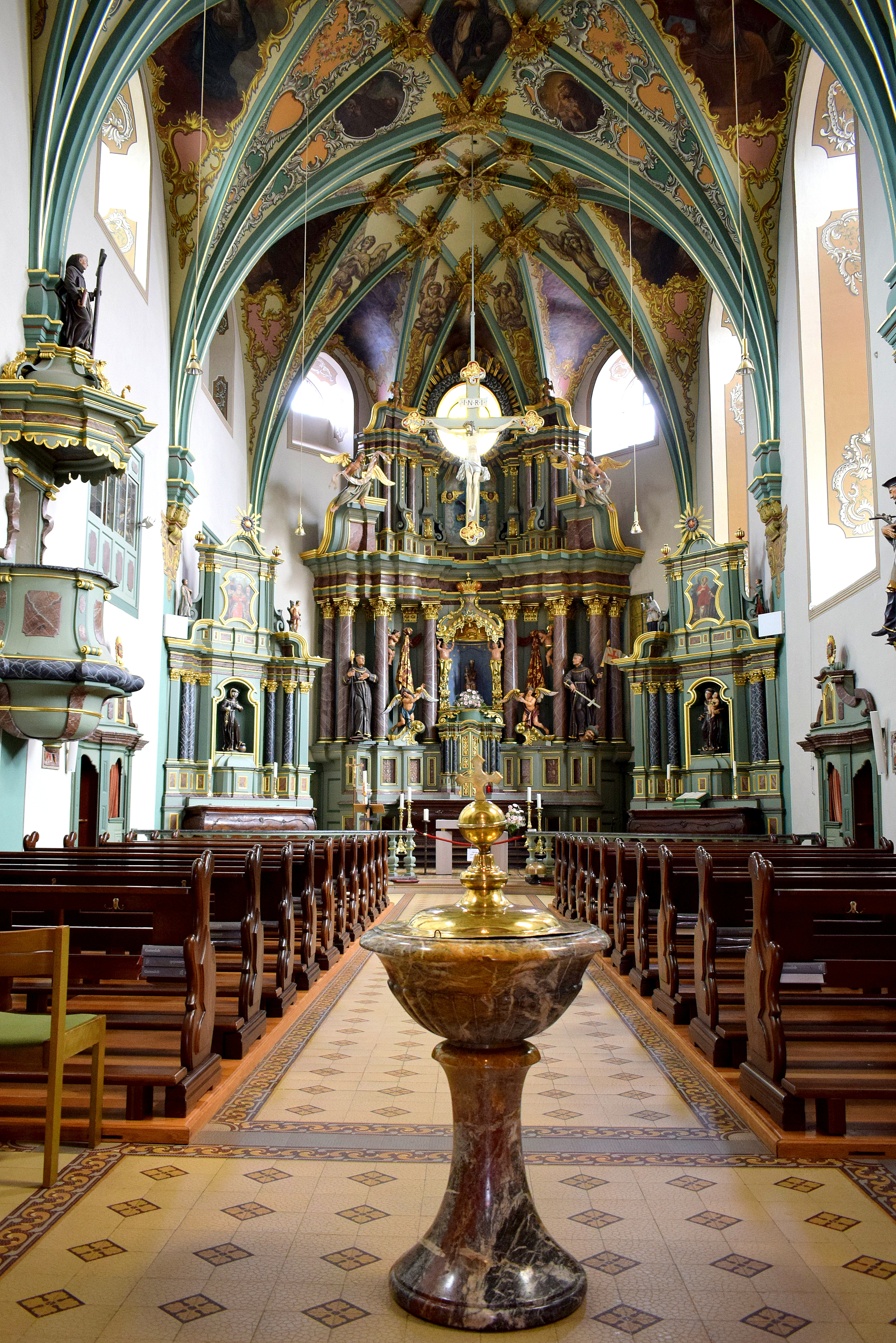
Інтер'єр церкви Успіння Пресвятої Богородиці
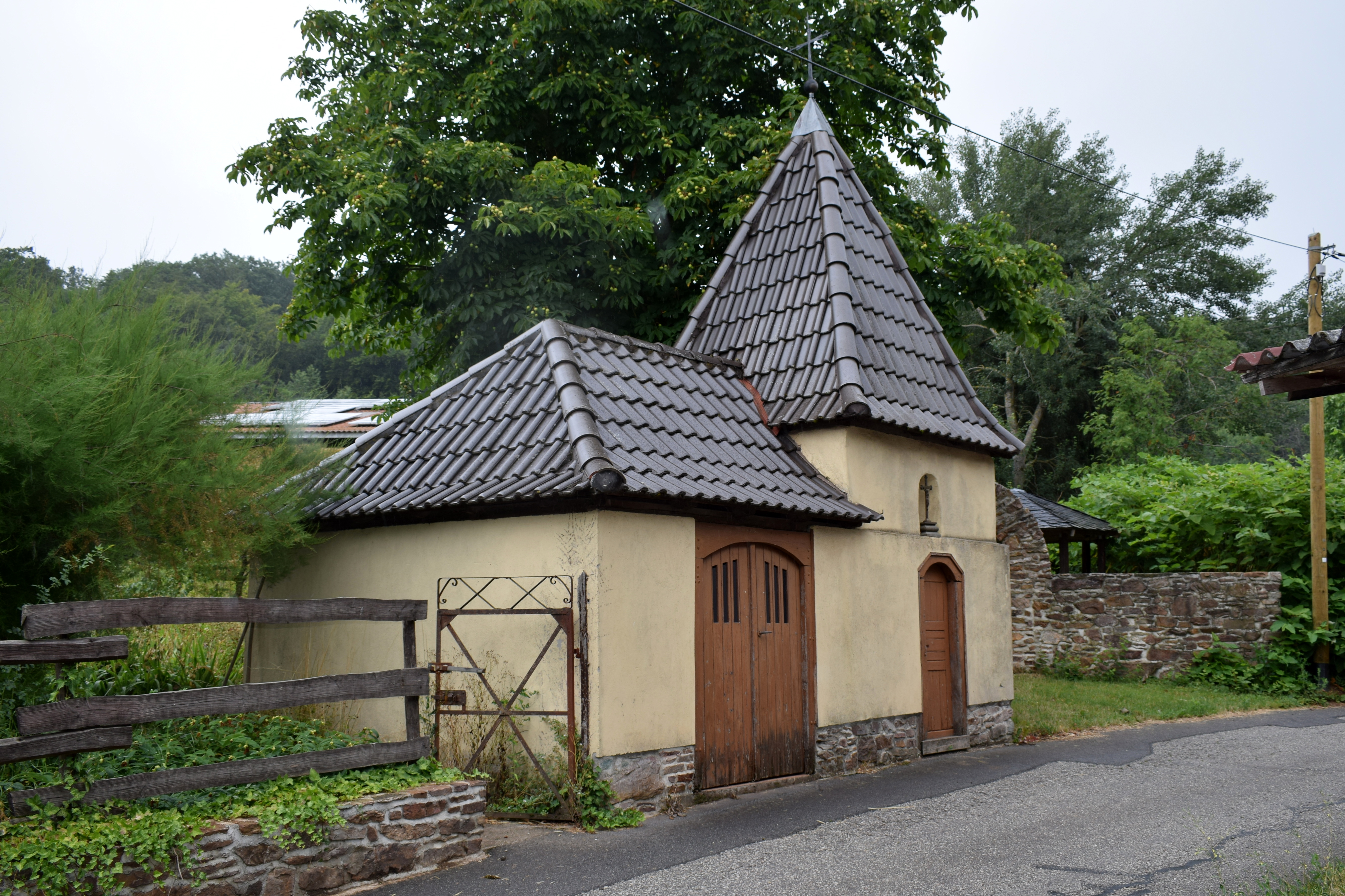
Каплиця